# Гибибайт
Гибибайт (русское обозначение: ГиБ; международное: GiB) — единица измерения количества информации, равная 230 (10243) байт.
Единица была создана Международной электротехнической комиссией (МЭК) (МЭК) в 1998 году, была принята для использования всеми основными организациями по стандартизации и является частью Международной системы единиц.
Гибибайт был разработан, чтобы заменить термин гигабайт в тех областях информатики, в которых он означал 1 073 741 824 байта, что противоречит определению СИ для префикса гига- (109 = 1 000 000 000, миллиард).
Гибибайт (10243 байт) больше гигабайта (10003 байт) на 73 741 824 байта (более чем на 73 мегабайт или 70 мебибайт), и, соответственно, на 7,37 %.

## Определение
1 гибибайт (ГиБ) = 230 байт = 1 073 741 824 байта
Следуя этому определению, а, также определению тебибайта (ТиБ) как 240 байт, получается
1024 гибибайт = 1 тебибайт
Префикс гиби- получен из словослияния слов гига и бинарный, указывая на его происхождение в близости к значению префикса СИ гига- (109 = 1 000 000 000, миллиард). Хотя префикс СИ записывается строчными буквами (гига- или г), все двоичные префиксы МЭК начинаются с заглавной буквы (КиБ, МиБ, ГиБ, ТиБ и т. д.).